# سفين ليمان (سياسي)
سفين ليمان هو سياسي ألماني، ولد في 4 ديسمبر 1979 في ترويسدورف في ألمانيا. نشط حزبياً في تحالف 90/الخضر. في الانتخابات الفيدرالية الألمانية 2017، انتخب عضو في البوندستاغ الألماني عن دائرة Cologne II ‏ وقد انضم خلال البوندستاغ الألماني التاسع عشر (24 أكتوبر 2017 – ) للكتلة البرلمانية قسم حزب الخضر ‏.